# Шітей ката
Шітей-ката (яп. 指定形, Shitei Kata) — це стандартні ката, які затверджуються офіційними органами спортивного карате для виконання на змаганнях. Термін «шітей» означає «призначений», «встановлений». Такі ката є обов’язковими для демонстрації в початкових турах офіційних турнірів, зокрема тих, що проходять під егідою WKF (World Karate Federation).

## Особливості
Шітей-ката використовуються переважно в змаганнях з ката, де спортсмени демонструють визначені заздалегідь форми. Ці ката обираються з традиційних стилів карате — Шотокан, Шіто-рю, Годзю-рю і Вадо-рю — та стандартизуються згідно з правилами WKF для забезпечення об’єктивного суддівства.

## Список шітей-ката
Згідно з правилами WKF, кожен стиль має два шітей-ката:
- Шотокан
  - Хейан Шо́дан (Heian Shodan)
  - Хейан Ні́дан (Heian Nidan)

- Шіто-рю
  - Сейенчін (Seienchin)
  - Бассай Дай (Bassai Dai)

- Годзю-рю
  - Гекісай Дай Ічі (Gekisai Dai Ichi)
  - Сейпа́й (Seipai)

- Вадо-рю
  - Ванчіо (Wanshu)
  - Сейсан (Seisan)

## Роль у змаганнях
У змаганнях WKF шітей-ката виконуються в перших турах, а також у молодших вікових категоріях (юнаки, кадети). Суддівство базується на чітких критеріях: точність технік, ритм, пози, баланс, дихання, сила та швидкість. Виконання однакових ката дає змогу ефективно порівнювати учасників.

## Значення
Шітей-ката мають важливе значення в стандартизації карате як міжнародного виду спорту:
- забезпечують рівні умови для всіх учасників;
- зберігають традиції різних стилів;
- формують технічну базу для виконання токуй-ката (вибраних ката).